# Sabine Kehm
Sabine Kehm, née le 2 décembre 1964 à Bad Neustadt an der Saale, est une journaliste allemande, et la manager du septuple champion du monde de Formule 1 Michael Schumacher et de son fils Mick Schumacher.

## Biographie

### Jeunesse, formation et débuts dans le journalisme
Après une enfance passée à Bad Neustadt an der Saale, Sabine Kehm étudie le sport et le journalisme sportif à l'Université allemande du sport de Cologne. Elle y décroche un diplôme de professeur de sport puis effectue un apprentissage à l'école de journalisme Axel Springer (de) à Berlin. Elle débute dès lors sa carrière dans le journalisme en exerçant au sein du service des sports du quotidien Die Welt. Elle travaillera aussi pour le magazine Sports et le Süddeutsche Zeitung. En 1994, après sept années de métier, elle est amenée à couvrir la Formule 1. Durant les années suivantes, elle réalise plusieurs interviews de Michael Schumacher.

### Carrière d'attachée de presse puis de manager
En 1999, elle reçoit un appel téléphonique de Willi Weber, qui est le manager de Michael Schumacher, car ce dernier, après avoir eu recours aux services de plusieurs attachés de presse, en recherche encore un nouveau. Elle accepte l'offre proposée et devient ainsi l'attachée de presse et la conseillère en communication du pilote, assurant le lien avec les médias, transmettant les paroles, faits et gestes publics du champion allemand,. Après la retraite sportive de ce dernier en 2006, elle devient responsable des communications pour Ferrari pour l'Europe centrale et orientale. Elle continue également sa collaboration avec Michael Schumacher, devenu consultant pour Ferrari, en organisant ses rendez-vous médiatiques.
En 2010, Schumacher fait son retour en Formule 1 avec l'écurie Mercedes. À cette occasion, désireux de prendre plus en main les affaires commerciales, il choisit de promouvoir Kehm comme manager à la place de Willi Weber,.
Michael Schumacher prend sa retraite de pilote de Formule 1 en 2012. Fin 2013, il est victime d'un grave accident de ski à Méribel provoquant d'importantes lésions cérébrales. Face à une intense attention médiatique, notamment de la part de la presse à sensation, la famille Schumacher, dont l'épouse Corinna, lui confie la communication sur l'état de santé de l'ancien pilote,. Un avocat spécialisé dans le droit des médias s'implique par la suite à ses côtés.
Elle devient par la suite la manager de Mick Schumacher, fils de Michael, lui aussi pilote automobile et qui évolue en Formule 1 à partir de 2021.
Le 15 septembre 2021 sort le documentaire Schumacher, dans lequel elle témoigne.

## Vie privée
Après avoir vécu à Francfort-sur-le-Main, elle déménage en 2010 en Suisse, près du domicile des Schumacher, après avoir été promue manager de Michael.